# Силла, Абдраман
Абдраман Силла (фр. Abdramane Sylla; род. 1962) ― малийский государственный деятель, педагог. Министр по делам малийцев за рубежом и африканской интеграции с 2013 года.

## Биография
Родился в 1962 году в городе Куликоро. Начальное образование получил в школе Мамаду Конате, позднее учился в школе в Бадалабоугоу. В 1989 году окончил историко-филологический факультет Университета дружбы народов им. Патриса Лумумбы по специальности «история». В 1995―1996 гг. проходил стажировку при Министерстве иностранных дел Мали и Министерстве по делам малийцев, проживающих за рубежом и интеграции стран Африки. В 1998―2000 гг. ― уполномоченный представитель при министерстве экономического планирования и интеграции. В 2000―2007 гг. ― старший преподаватель кафедры истории и археологии, доцент кафедры современной истории Университета Бамако. В 2007―2009 гг. ― депутат и заместитель председателя Национального собрания Мали, председатель секции Парламентской ассамблеи Франкофония. С 2012 года ― член правительства Мали, с 2013 года ― министр по делам малийцев за рубежом и африканской интеграции.
Является президентом Ассоциации малийцев, обучавшихся в Советском Союзе, президентом Общества дружбы Мали―Россия; членом Общества дружбы Мали-Франция, председателем Парламентской сети Мали по содействию Национальному молодёжному парламенту и членом Парламентской сети по борьбе с ВИЧ/СПИД.
В мае 2017 года провёл встречу с Верховным представителем ЕС по иностранным делам и политике безопасности Федерикой Могерини, в рамках которой было достигнуто соглашение о взаимопомощи в решении проблем, связанных с миграционным кризисом в Европе.

## Семья
Женат, отец девятерых детей.

## Награды
- Медаль Пушкина (30 ноября 2011 года, Россия) — за большой вклад в сохранение и популяризацию русского языка и русской культуры за рубежом[4].